# Oncometopia caucaënsis
Oncometopia caucaënsis är en insektsart som beskrevs av Schröder 1960. Oncometopia caucaënsis ingår i släktet Oncometopia och familjen dvärgstritar. Inga underarter finns listade i Catalogue of Life.